# しぶき氷

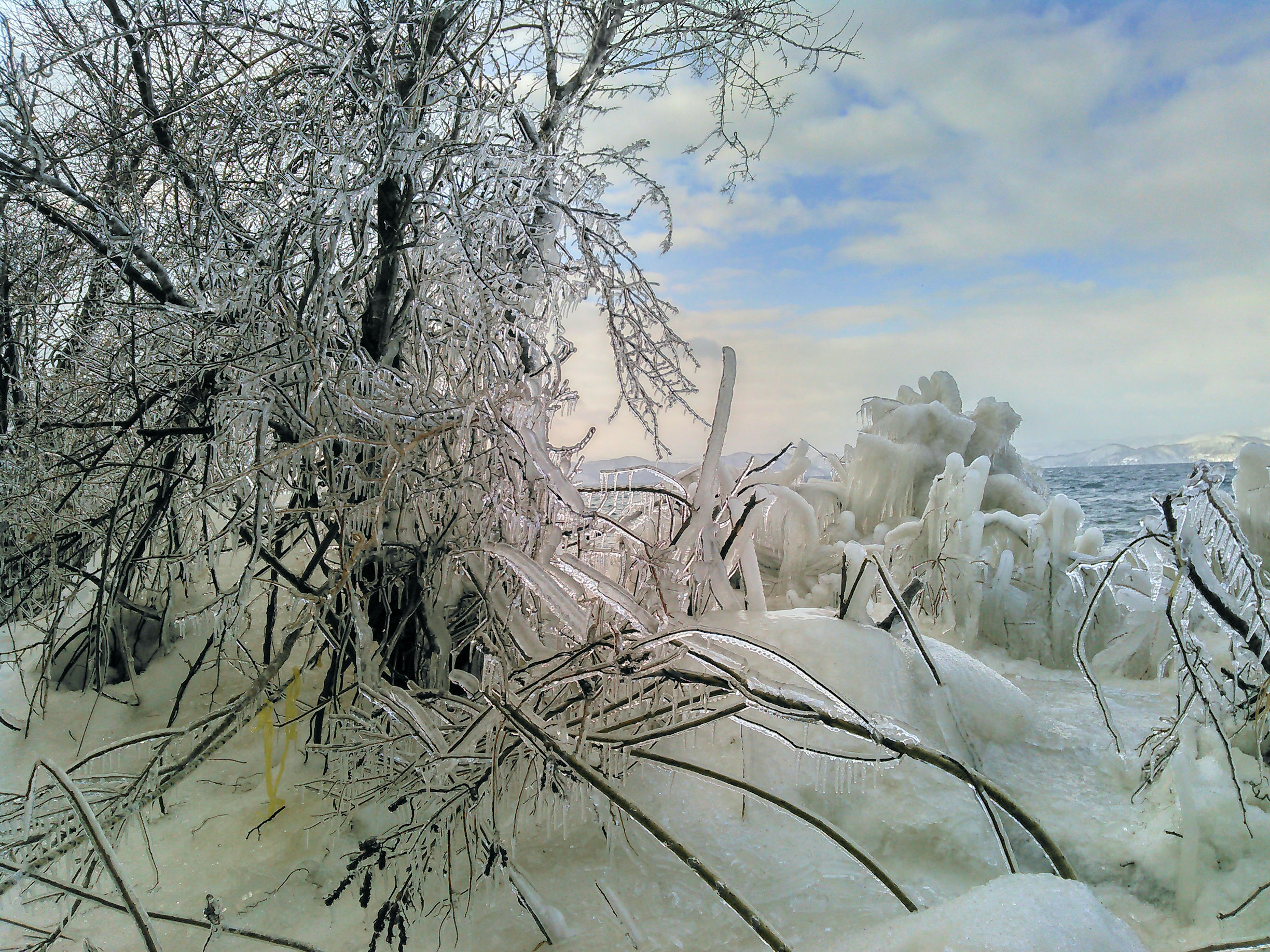
猪苗代湖のしぶき氷

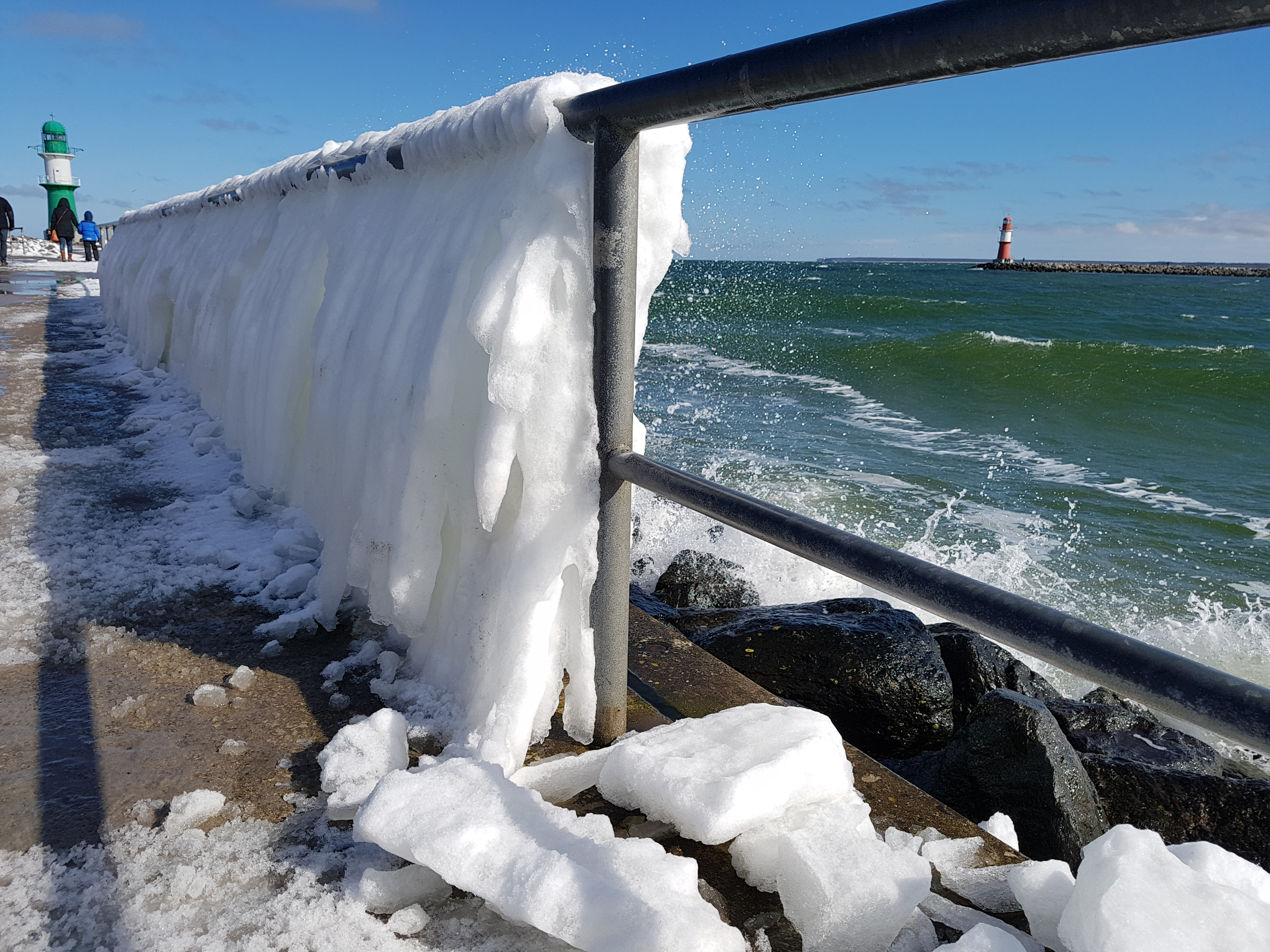
海岸の手すりに付いたしぶき氷（ドイツ）

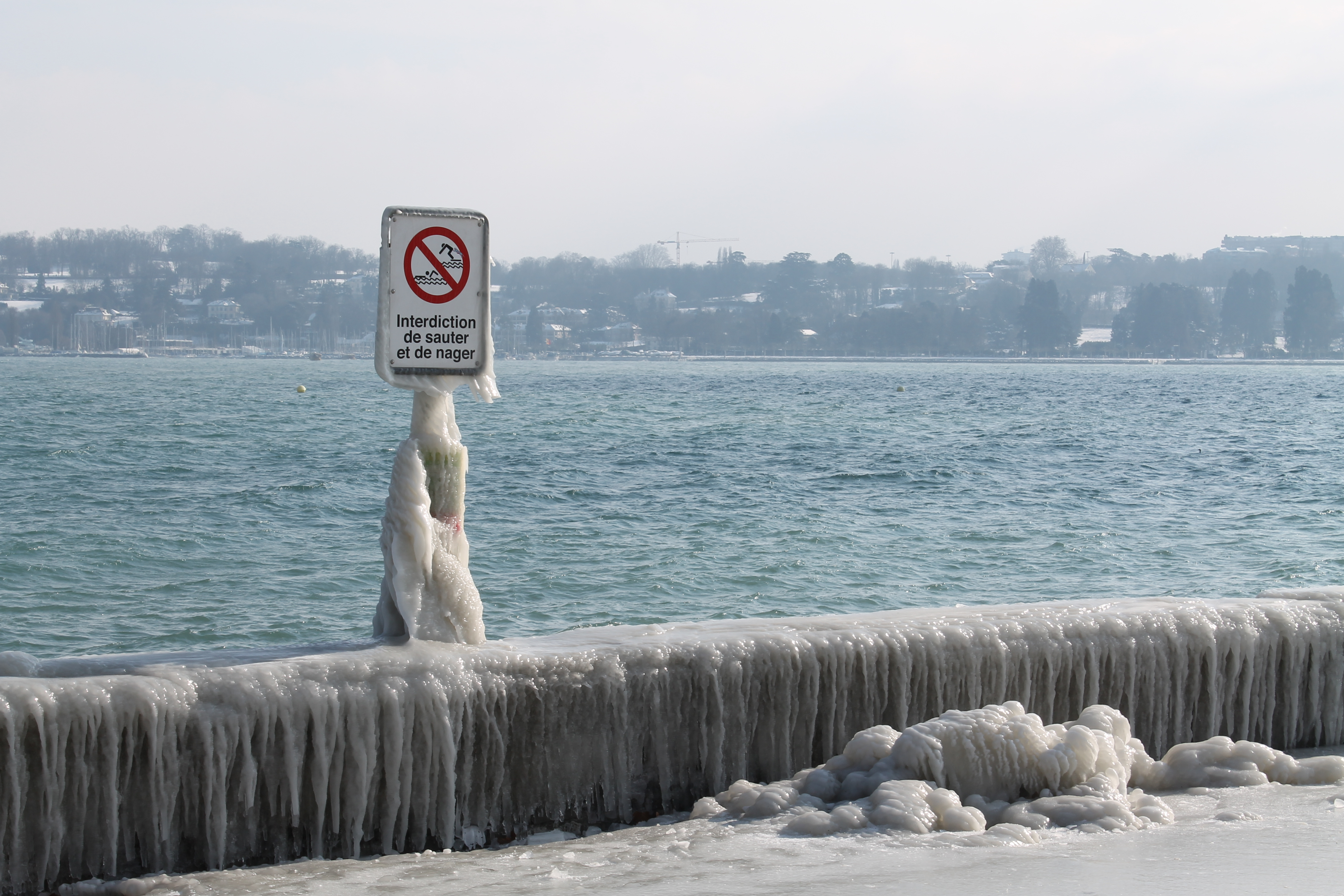
ジュネーブ（スイス）のレマン湖畔の氷

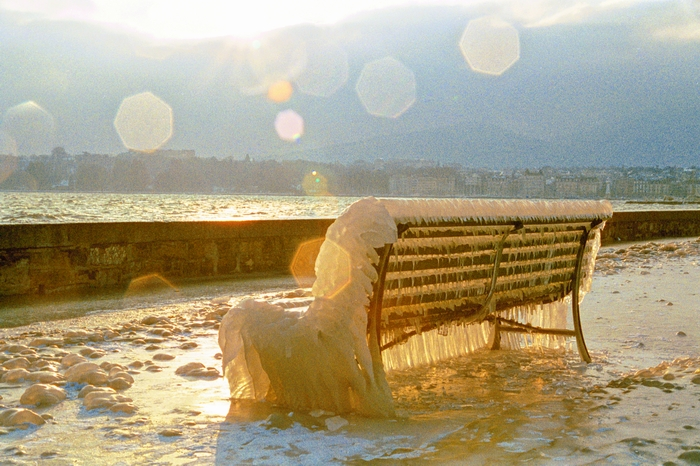
ジュネーブのレマン湖畔の氷

しぶき氷（しぶきごおり）は、海や湖、川などの波飛沫（なみしぶき）が、水辺にある樹木や岩、また灯台などの物体に付着して凍結したもの。

## 概要
日本では、福島県の猪苗代湖のものが「しぶき氷」と名付けられて写真と共に紹介され、この呼び方が広まっている。なお類似の言葉に飛沫着氷（しぶき着氷）があり、文献では船舶への付着を含めた物体への着氷を指す使用例がある。
猪苗代湖では、ときに高さ5メートルほどのものもあって、モンスターにも例えられる形に発達するものがみられる。「氷の芸術」「氷の彫刻」とも表現される。しぶき氷ができた幻想的な水辺の風景は同所や十和田湖などで観光資源となっている。
発生する条件として、厳冬期でも水面が凍らず、絶えず波しぶきが上がり、かつ、その波しぶきがすぐに凍ることが挙げられる。日本ではしぶき氷の見られる湖沼は少なく、珍しい現象とされている。
船舶や海岸の物体への着氷はふつう粗氷の性質をもつことが知られているが、湖のしぶき氷にも濡れ成長に伴うスポンジ氷様の氷が層をなす構造がみられる。また、氷柱（氷柱）のような放射状結晶の構造の部分と粒状構造の部分がみられ、粒状構造の部分は雪の混ざったものと考えられている。

## 主な見られる場所
- 支笏湖 - 湖岸にしぶき氷が生じる。同じように人工的に吹き付け作った氷で氷像を造り「支笏湖氷濤まつり」が開催される[10]。
- 猪苗代湖 - 2か所の発生地が知られている。
  - 猪苗代町天神浜付近 - 北東岸にあって湖に突き出す地形で西風が吹き付けることが、しぶき氷を生じやすい要因のひとつとされる。湖面に浮かぶ団子氷（玉氷）もみられる[3][5][11]。国道49号などから案内板あり。
  - 郡山市湖南町の浜路浜から舘浜付近 - 北風により生じ、見頃は1月中旬から2月上旬とされる。天神浜のものより透明な氷がみられる[6]。
- 中禅寺湖[12]
- 琵琶湖 - 氷点下の気温と比叡山からの吹き下ろしの風が強い日などに、東側の湖岸緑地一帯で広く見られる。